# 다케이와타쓰노미코토
다케이와타쓰노미코토(健磐龍命)는 일본 신화에 등장하는 인물로, 아소신사의 주요 제신이다. 진무천황의 아들인 카무야이미미노미코토의 아들이지만 아래의 전설처럼, 아소산의 신으로서의 성격도 가지고 있다.

## 개요
할아버지인 진무천황의 명을 받아 아소 산에 온 다케이와타쓰노미코토는 외륜산 위에서 눈 앞에 펼쳐진 호수를 바라보며 그 광대에 감탄하여 물을 없애고 논밭을 만들자 생각했다. 그래서 외륜산의 일부를 깨뜨릴려고 했지만, 첫 번째로 도전한 곳은 좀처럼 깨지지 않았다. 그것은 산이 이중으로 되어 있었기 때문이었으며, 이후 그 곳은 ‘후다에토우게’(二重峠)라고 불리게 되었다. 다른 곳에서 시도를 하자 이번에는 보기 좋게 깨는데 성공했지만, 그 여파로 다케이와타쓰노미코토는 ‘타테누’(立てぬ)라고 외치면서 엉덩방아를 찧었고, 이후 그 위치는 ‘다테노’(立野)라고 불리게 되었다. 또한 깨진 곳에서 호숫물이 쏟아져 나와 단번에 서쪽으로 흘러가 사슴 몇 마리가 떠내려 가버렸기 때문에, 이후 ‘수가루노다키’(数鹿流滝)라고 불리게 되었다. 호수를 생기면서 바닥에서 거대한 메기가 나타나 호수를 막았기 때문에 호수물이 흐리지 않았다. 다케이와타쓰노미코토가 메기를 칼로 베자 드디어 호수는 흘러갔다.
9세기 헤이안 시대, 다케이와타쓰노미코토가 종사위(従四位)에 봉해지면서, 분화를 가라앉혔기 때문에 20년이 되지 않아 정이위(正二位)까지 올랐다. 정이위에 오른 지 5년 후 864년, 아소 산 위의 연못이 끓어 하늘로 날아가는 폭발을 일으켰다.